# Костёнковско-авдеевская культура
 Костёнковско-авдеевская культура — археологическая культура позднего палеолита.
Научно датируется 22 000—19 000 годами до н. э. Четвёртая по времени археологическая культура в районе реки Дон после стрелецкой, тельманской и городцовской. Входит в так называемую виллендорф-костёнковскую общность культур (восточный граветт), то есть группу памятников, или культур верхнего палеолита Центральной и Западной Европы, объединённых рядом общих черт материальной и духовной культур.
Население культуры складывалось как из пришедших из Крыма (стрелецкая культура) и Кавказа (городцовская культура), которые уже стали местным народом, так и из новоприбывших охотников из Моравии, которые в походах за животными перешли через долины Вислы, Припяти и Десны к Дону и заложили основу материальной культуры местного племени.
Главные памятники: Костёнки 1/1, 13, 14, 18, Авдеевская стоянка под Курском, Зарайская стоянка (долина Оки), Бердыж (верхнее Поднепровье).
Для костёнковско-авдеевской культуры характерны своеобразные жилищные комплексы, которые представляют собой открытые жилые площадки с рядом огнищ по длинной оси, окружённых спальными землянками и ямами-хранилищами. Характеризуется наконечниками копий с боковыми выемками, ножами с обушком, резцами, свёрлами, наконечниками листоподобной формы и другими орудиями труда. Культура оставила много прекрасных, богато орнаментированных изделий из кости. Среди многочисленных находок мелкие пластинки из кости и мергеля, наиболее распространены антропоморфные и зооморфные фигурки (см. костёнковские венеры).
Ребёнок Костёнки 18 датируется возрастом 21 020 ± 180 лет назад. На стоянке Костёнки 1(I) нашли три детских моляра Homo sapiens возрастом ок. 26,5—27,8 тыс. лет.